# Regina Wirth
Regina Wirth (* 1792; † 17. Mai 1871 in Bern) war die Frau von Johann Georg August Wirth und Teilnehmerin am Hambacher Fest im Jahr 1832.

## Leben
1792 als Regina Magdalena Werner geboren, heiratete sie 1821 den deutschen Juristen, Publizisten und Politiker des Vormärz Johann Georg August Wirth. Ende Mai 1832 nahm sie von Homburg aus am Hambacher Fest teil, das ihr Mann zusammen mit Philipp Jakob Siebenpfeiffer organisiert hatte. Während der anschließenden Gefangenschaft ihres Mannes bestritt sie den Lebensunterhalt für sich und ihre Kinder, indem sie in Zusammenarbeit mit liberalen Buchhändlern seine Schriften vertrieb sowie Spendensammlungen organisierte. Diese Aktivitäten führten dazu, dass auch sie 1833 steckbrieflich gesucht wurde. Daraufhin floh sie mit ihren Kindern ins französische Weißenburg. Erst Ende Dezember 1836 traf ihr Mann sie nach seiner Flucht dort wieder. Die Familie lebte unter anderem in Nancy, Straßburg und schließlich 1847 Karlsruhe. Johann Georg August Wirth verstarb, kurz nachdem er in die Frankfurter Nationalversammlung gewählt worden war, am 26. Juli 1848 in Frankfurt. Regina Wirth überlebte ihn um mehr als zwei Jahrzehnte und verstarb am 17. Mai 1871 in Bern.
Ihre Söhne waren Max Wirth und Franz Ulpian Wirth, sowie die Tochter Rosalie Christiane Wirth (* 29. November 1827 in Bayreuth).